# Amplificador d'instrumentació
Un amplificador d'instrumentació és un giny utilitzat en instrumentació electrònica per amplificar senyals molt febles que provenen de sensors, d'un pont de Wheatstone o d'altres convertidors de mesura.
L'amplificador d'instrumentació pot modificar el seu guany de forma analògica (amb la variació d'una resistència externa) o de forma digital (programant un guany en funció d'entrades digitals).
Els senyals d'entrada normalment poden tenir un mode diferencial i un mode comú.
L'amplificador d'instrumentació està dissenyat obtenir un guany de l'entrada diferencial i reduir el màxim possible el mode comú.
La sortida en un amplificador d'instrumentació val:
Vo = Vd * Gd + Vmc * Gmc
El rebuig de mode comú o CMRR és la relació entre el guany diferencial i el de mode comú i normalment s'expressa en dB
CMRR= 20*log (Gd/Gmc)